# Lætitia Gauguet
Lætitia Gauguet, née le 5 février 1975, est une karatéka française surtout connue pour avoir remporté l'épreuve de kata par équipe féminin aux championnats du monde de karaté 2002 et 2006 en trio avec les sœurs Sabrina et Jessica Buil.

## Résultats
| Résultat          | Date          | Épreuve         | Catégorie | Compétition                | Ville hôte            |
| ----------------- | ------------- | --------------- | --------- | -------------------------- | --------------------- |
| Médaille d'or     | Novembre 2002 | Kata par équipe | Seniors   | Championnats du monde 2002 | Madrid, en Espagne    |
| Médaille d'argent | Novembre 2004 | Kata par équipe | Seniors   | Championnats du monde 2004 | Monterrey, au Mexique |
| Médaille d'or     | Octobre 2006  | Kata par équipe | Seniors   | Championnats du monde 2006 | Tampere, en Finlande  |